# Néstor Isasi
Néstor Isasi (Encarnación, 9 de abril de 1970) é um ex-futebolista paraguaio que atuava como defensor.

## Carreira
Néstor Isasi integrou a Seleção Paraguaia de Futebol na Copa América de 2001.